# Sept-Frères
Sept-Frères település Franciaországban, Calvados megyében. Lakosainak száma 371 fő (2018. január 1.). Sept-Frères Courson, Landelles-et-Coupigny, Le Mesnil-Caussois, Saint-Sever-Calvados és Morigny községekkel határos.

## Népesség
A település népessége az elmúlt években az alábbi módon változott:
| Lakosok száma | 443  | 353  | 359  | 405  | 374  | 362  | 383  | 406  | 427  | 371  |
|               | 1968 | 1975 | 1982 | 1990 | 1999 | 2011 | 2013 | 2015 | 2017 | 2018 |